# 馬克·杜普拉斯
馬克·杜普拉斯（英語：Mark David Duplass，1976年12月7日—）是美國的一位演員、導演和編劇。他的哥哥傑·杜普拉斯也是一位導演、編劇和演員，兄弟二人也有合作。杜普拉斯出生在紐奧良，於一個天主教家庭長大。